# Libri Carolini

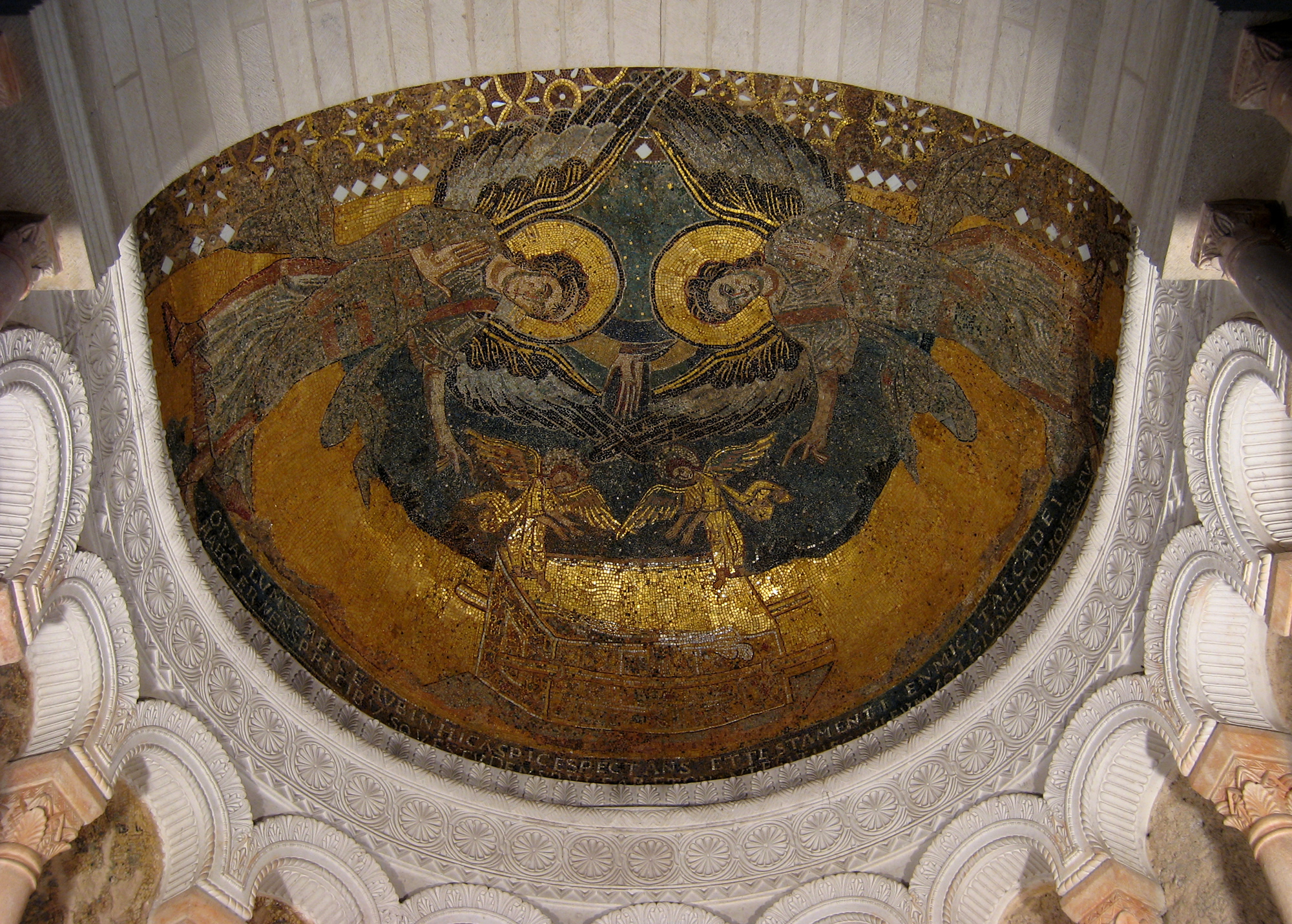
Mosaic of the Ark of the Covenant, c. 806 from the oratory at Germigny-des-Prés was built by Bishop Theodulf of Orléans, the probable author of the work.

Els Libri Carolini ("Els llibres de Carles"), l'Opus Caroli regis contra synodum ("El treball del Rei Carles contra el Sínode"), també anomenats Llibres de Carlemany o simplement els Carolins, són una obra de quatre llibres compostos per ordres de Carlemany, al voltant del 790, per refutar les suposades conclusions del Segon concili romà d'Orient de Nicea (787), particularment pel que fa a les seves actes i decrets en matèria d'imatges sagrades. Són «en molt la declaració més completa de l'actitud occidental de l'art representatiu que ens ha deixat l'edat mitjana». L'obra sembla haver estat en gran manera una polèmica a partir d'una incomprensió de la posició real presa per l'església romana d'Orient, que va ser arxivada en silenci quan es va realitzar, probablement a Roma.
Els Libri Carolini mai van no ser promulgats en el moment, a més de ser enviats al papa Adrià I, que va respondre amb una «grandis et verbosa epistola » (lletra digna i lletrada), i van romandre desconeguts fins que van ser impresos per primera vegada en 1549 per Jean du Tillet, bisbe de Meaux, sota el nom d'Eriphele. Contenen 120 objeccions contra el Segon Concili de Nicea, i estan formulades en termes violents i retrets, inclosos els següents: dementiam ("insensates"), priscae Gentilitatis obsoletum errorem ("un malentès pagà antic i obsolet"), argumenta insanissima et absurdissima ("raonament més absurd i absurd"), derisione dignas naenias ("torres dignes de burla"), etc. L'edició moderna d'aquest text, per Ann Freeman i Paul Meyvaert (Hannover 1998), és diu Opus Caroli regis contra synodum ("L'obra del Rei Carles contra el Sínode"), i es basa en el manuscrit a la Biblioteca del Vaticà, que ara s'accepta generalment com un manuscrit de treball carolíngia 'acabat a correcuita', quan es va fer evident que el treball ara era redundant.
Quan el treball va ressorgir durant la Reforma Protestant, va causar molta emoció i confusió. Malgrat el seu recolzament a les imatges, Joan Calví es refereix a la seva aprovació en edicions posteriors dels seus "Instituts de la religió cristiana" (Llibre 1, cap. 11, secció 14), i l'utilitza en el seu argument contra la veneració de les imatges.

## Autoria
L'obra comença: «En el nom de nostre Senyor i Salvador Jesucrist, comença la tasca del més il·lustre i gloriós Carles, per la voluntat de Déu, rei dels Francs, Gauls, Alemanya, Itàlia, províncies veïnes, amb l'ajuda del rei, contra el Sínode, que en les parts gregues van decretar fermament i amb orgull a favor d'adorar ("adorandis") imatges imprudentment i arrogantment» seguit immediatament pel que es diu "Prefaci de Carlemany". No obstant això, és poc probable que Carlemany escrivís algun dels llibres ell mateix, encara que les opinions expressades van ser influïdes per ell. Aparentment, no va acceptar que l'art tingués avantatges sobre els llibres, una opinió que no tenien molts dels seus assessors.
El candidat preferit com a autor pels estudiosos més moderns, seguint Anne Freeman, és el bisbe Teodulf d'Orleans, un visigot hispà, del qual es poden detectar traces en el llatí i les referències litúrgiques en l'obra. El manuscrit del Vaticà té un autor, considerat Teodulf, i un corrector. És molt probable que diversos clergues de la cort contribuïssin a les discussions formulant una obra que seria publicada en nom de l'emperador, però sembla probable que Teodulf compongués el text que tenim.
En el passat, alguns han atribuït els escrits a Angilram, bisbe de Metz o altres dels bisbes de França, al·legant que el papa Adrià havia enviat a Carlemany les actes del Concili l'any 790, els va lliurar als bisbes francesos per a l'examen i els "Libri Carolini" van ser la resposta que van tornar. També hi ha proves que l'autor fos Alcuin; a més de la tradició anglesa que havia escrit tal llibre, també hi ha la notable similitud del seu comentari sobre sant Joan (4, 5, et seqq.) a un passatge de Liber IV., cap. vi., dels Libri Carolini.

## Continguts
Segons Libri Carolini, les imatges es poden utilitzar com a ornaments eclesiàstics, per a finalitats d'instrucció i en record dels esdeveniments passats. Tanmateix, és insensat cremar encens davant d'elles i utilitzar llànties, tot i que és bastant injust expulsar-les de les esglésies i destruir-les. S'expressa una forta oposició a l'adoració de les imatges, creient erròniament que el Segon Concili de Nicea va utilitzar aquesta paraula, que significa l'adoració absoluta reservada a Déu solament, mentre que només es concedirà veneració adequada als sants i l'honor reverencial a la Creu de Crist, l'Escriptura, els vasos sagrats i relíquies dels sants. La paraula grega προσκύνησις que el Concili de fet utilitza no significa més que reverència en una actitud postrada.
Els Libri Carolini culpen també a l'excessiva reverència que mostren els grecs als seus emperadors, que critiquen desfavorablement l'elevació de Tarasi al Patriarcat de Constantinoble, i troben la culpa de l'exegesi bíblica i patrística dels grecs. Confonen declaracions del Segon Concili de Nicea amb les del conciliabul iconoclàstic de 754, sovint falsen els fets i, en general, presenten un fort biaix anti-grec.
Es rebutgen diversos arguments d'iconòdul per a l'ús d'imatges. La reverència mostrada a l'Arca de l'Aliança a la Bíblia hebrea no és acceptada com una analogia per l'actitud deguda a l'art, ja que l'Arca era feta amb instruccions directes i amb el disseny del mateix Déu. Que l'oratori de Teodulf té un mosaic sobre aquest mateix subjecte, d'altra banda desconegut a aquesta escala, es pren com un argument per la seva autoria de l'obra.
Els continguts van ser interpretats per Calví i altres escriptors iconoclastes durant la Reforma Protestant com a suport per la seva actitud. També es van incloure a l'Index Librorum Prohibitorum, on van romandre fins al 1900, ja sigui pels seus arguments iconoclastes o bé per la interferència d'una autoritat civil en matèria de doctrina de l'Església.

## Autoritat
Segons l'Enciclopèdia Catòlica, les edicions dels Libri Carolini que han estat impresess no són aquelles que van ser enviades al papa Adrià per Carlemany, a les quals el Papa va escriure una refutació. Això ha estat demostrat per Hefele, qui nota que els enviats al Papa van tractar l'assumpte en un ordre completament diferent; i que només contenen 85 capítols, mentre que els llibres impresos en tenen 120 o 121 si es concedeix l'autenticitat de l'últim capítol. A més, les cites fetes a la resposta d'Adrià no apareixen literalment als Libri Carolini, sinó que, en alguns casos, s'allarguen i en d'altres s'abreuen.
Petavi pensa que el que Adrià va rebre va ser un extracte dels Libri Carolini, realitzat pel Concili de Frankfort (794). Hefele arriba a una conclusió directament oposada, a saber, que els Libri Carolini són una expansió dels Capítols enviats al Papa, i que aquesta expansió es va fer a petició de Carlemany. Baronius, Bellarmino, Binius i Surius van qüestionar l'autenticitat dels Libri Carolini. No obstant això, aquesta posició extrema sembla refusada pel fet que certes cites feta per Hincmar es troben en els llibres impresos moderns, i pot haver estat influenciat pel seu ús pels escriptors protestants durant la Reforma. Ara s'accepta generalment que els llibres són autèntics, i el manuscrit carolingi original, tal com va publicar Freeman, va ser redescobert al segle xx.

## Tot un malentès
L'obra refutava una mala còpia d'una traducció molt incompetent dels decrets romans d'Orient. En particular, sembla clar que es va ometre un negatiu com a mínim, va invertir el sentit del grec i que la paraula grega paraula proskynesis es va traduir com a "adoració", per la qual cosa la paraula grega és latria, que el Concili havia afirmat, en la mesura invariable posició compartida pels catòlics i ortodoxos, només es devia a les persones de la Santíssima Trinitat.
Sembla que els autors d'aquests llibres mai no havien llegit els actes ni els decrets del Segon Concili de Nicea, o només en una traducció molt dolenta. A més, semblaven ignorants del que va tenir lloc al Segon Concili de Constantinoble el 754. Com a exemple, en el llibre IV, capítol XIV, i també en el capítol XX. (Ed. De Migne, col. 1213 i col. 1226), es fa càrrec que el Segon Concili de Nicea, específicament Gregori, el bisbe de Neocaesarea, va obsequiar indegudament a l'Emperadriu. Tanmateix, aquestes declaracions es van fer al Conciliabulum de 754, i no al Segon Concili de Nicea; a més, no van ser creats per Gregori de Neocaesarea, i la raó per la qual se'ls atribueix és perquè els llegeix en els procediments d'aquest pseudo-concili al veritable concili de 787.
L'exemple més famós d'incongruència en aquests llibres es produeix en el llibre III., Capítol XVII., En què s'atribueix a Constanci, el bisbe de Xipre, l'afirmació que les imatges sagrades rebrien una adoració suprema com la Santíssima Trinitat. Sir William Palmer, i els estudiosos més moderns, atribueixen tots aquests errors als autors dels llibres utilitzant una versió mal traduïda de les actes i decrets del Segon Concili de Nicea. D'aquesta traducció, Anastasius Bibliothetius diu: «El traductor va entendre malament el geni de la llengua grega i del llatí, i només va traduir paraula per paraula, i de tal manera que gairebé no es pot saber (aut vix aut nunquam) el que significa; a més, ningú mai no ha llegit aquesta traducció i no hi ha còpies d'això».
A continuació es mostren les declaracions falses seleccionades al text:
- En el Prefaci, s'afirma que el Conciliabulum es va "celebrar a Bitínia"; no obstant això, es va celebrar a Constantinoble.
- Al llibre I, capítol I es citen certes paraules que es deien a les catres de l'Emperadriu i el seu fill. En aquest Hefele destaca: "No es poden trobar paraules en cap de les dues cartes d'aquests sobirans, que es conserven en els actes del Concili de Nicea".

En el Segon Llibre, capítol xxvii., El consell està acusat de dir: "Així com el cos i la sang del Senyor passa dels fruits de la terra a un misteri notable, també passen les imatges, fetes per l'habilitat dels artificistes a la veneració d'aquelles persones amb imatges que suporten ". Ara, això mai va ser dit ni ensenyat pel Sínode de Nicena, però alguna cosa així va ser ensenyat pel conciliabul Constantinopolit de 754. Aquestes paraules exactes citades no apareixen ni en un sol conjunt d'actes ni en l'altre. El pensament subjacent, tanmateix, va ser clarament exposat pel sínode iconoclasta de 754 i clarament refutat pel sínode ortodox de 787.
- Al llibre III, capítol V, s'afirma que «Tarasi en la seva confessió de fe que l'Esperit Sant era el company ("contribul" al Libri Carolini) del Pare i del Fill». No va ser Tarasi qui va dir això, sinó Teodor de Jerusalem.
- El Capítol XVII comença així: «Com de bojos i (per dir-ho d'alguna manera) com un ximple, Constantí, bisbe de Constantia a Xipre, va parlar quan va dir, amb l'aprovació de la resta dels bisbes, que rebria i honrosament abraçar les imatges; va dir que el servei d'adoració que es deu a la Trinitat consubstancial i que dona vida, hauria de donar-los imatges, no necessitem discutir aquí, ja que a tots els que llegeixen o escolten això, quedarà clar que ell no va estar inundat amb cap error, per confessar que exposava a les criatures el servei que només devia el Creador i que, a través del seu desig d'afavorir les imatges, va anul·lar totes les Sagrades Escriptures. Per a quina persona tan sana ha dit o pensava dir un absurd tan diferent, les imatges s'han de celebrar en el mateix honor que la santa i victoriosa Trinitat, el creador de totes les coses, etc. » Però d'acord amb les actes, això és just el contrari del que Constantí va dir.[7]

## Edició
Freeman, Ann, with Paul Meyvaert. Opus Caroli regis contra synodum (Libri Carolini), Hannover 1998 (=Monumenta Germaniae Historica, Concilia, Bd. 2, Supplementum I).